# 佳能 EOS D30
佳能 EOS D30是佳能于2000年5月17日推出的一款310万像素专业级数码单镜反光相机。它支持佳能EF接环镜头。佳能 EOS D30是第一款“土生土长”的数码单反相机。在此之前，佳能曾经有一款佳能 EOS D2000机身能与可达的200万像素DCS 520数码后背配合工作。